# Nayat Gaber Ali
Nayat Gaber Ali es una deportista egipcia que compitió en atletismo adaptado. Ganó seis medallas en los Juegos Paralímpicos de Verano en los años 1980 y 1984.

## Palmarés internacional
| Juegos Paralímpicos | Juegos Paralímpicos                                        | Juegos Paralímpicos | Juegos Paralímpicos |
| Año                 | Lugar                                                      | Medalla             | Prueba              |
| ------------------- | ---------------------------------------------------------- | ------------------- | ------------------- |
| 1980                | Arnhem (Países Bajos)                                      | Medalla de oro      | Jabalina D1         |
| 1980                | Arnhem (Países Bajos)                                      | Medalla de plata    | Disco D1            |
| 1980                | Arnhem (Países Bajos)                                      | Medalla de bronce   | Peso D1             |
| 1984                | Nueva York (Estados Unidos) Stoke Mandeville (Reino Unido) | Medalla de oro      | Jabalina A1         |
| 1984                | Nueva York (Estados Unidos) Stoke Mandeville (Reino Unido) | Medalla de bronce   | Disco A1            |
| 1984                | Nueva York (Estados Unidos) Stoke Mandeville (Reino Unido) | Medalla de bronce   | Peso A1             |